# كارلوس ديسكوا
كارلوس ديسكوا (بالإسبانية: Carlos Discua)‏ (20 سبتمبر 1984 بتيغوسيغالبا في هندوراس - ) هو مدرب كرة قدم ولاعب كرة قدم هندوراسي في مركز الوسط. شارك مع منتخب هندوراس لكرة القدم. أما مع النوادي، فقد لعب مع نادي موتاجوا ‏ ونادي ديبورتيفو أوليمبيا ونادي كوميونيكيشنس ونادي ألاجولينسي وDeportivo Xinabajul ‏ ونادي فيكتوريا وPumas UNAH ‏.

## روابط خارجية
- كارلوس ديسكوا على موقع قاعدة بيانات كرة القدم.إي يو (الإنجليزية)
- كارلوس ديسكوا على موقع ناشيونال فوتبول تيمز (الإنجليزية)
- كارلوس ديسكوا على موقع Soccerway.com (الإنجليزية)